# Ràdio Ciutat de Badalona

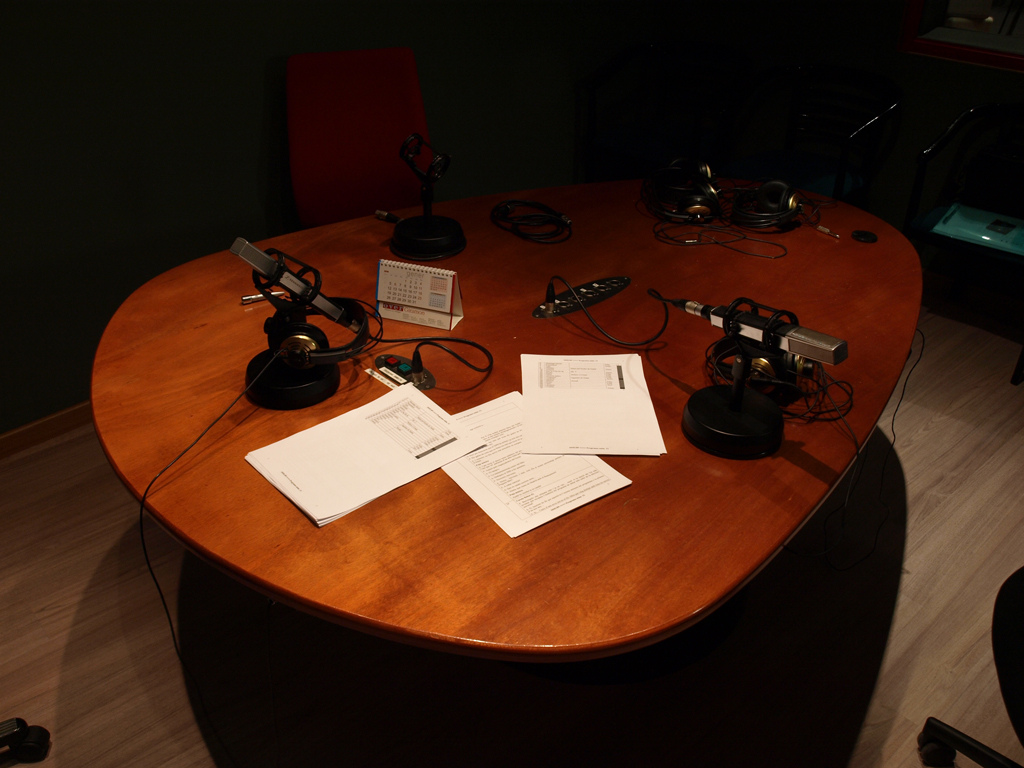
Estudio 3 de RCB.

Ràdio Ciutat de Badalona es la emisora de radio pública municipal de Badalona. Nacida en julio de 1981, emite las 24 horas del día y se puede escuchar a través del 94.4 de la FM y por el portal web en Bdncom.cat
Los estudios de la emisora están situados en el número 11 de la Calle San Agustí de Badalona, en el barrio de la Morera. RCB forma parte del grupo municipal de comunicación Badalona Comunicació que incluye la emisora, la Televisió de Badalona (BDN) y la revista mensual de información local Bétulo. En abril de 2012, la emisora cambió de dirección y con un nuevo proyecto de radio las 24 horas del día.

## Historia
Badalona fue la primera gran ciudad de todo Cataluña que creó una emisora municipal. Fue en 1981 cuando el indicativo de Ràdio Ciutat saltaba a las ondas, como un canal de comunicación de todos los badaloneses.
La emisora se dedica a la información, la música y, especialmente, los deportes locales, con retransmisiones tanto del Club de Fútbol Badalona como del Club Joventut de Badalona.
El programa más antiguo es Safari Pop, que se emitía desde 1988.
La programación ha tenido siempre un magacín de actualidad por las mañanas, con formatos diversos, pero centrado sobre todo en el desarrollo diario de la información de la ciudad, y otro por las tardes, con unos contenidos más socioculturales.
Algunos de los magacines de Ràdio Ciutat han sido:
- Les boges d’abril
- Matins al punt
- Això va així
- Badalona al día
- L’últim avís
- Bdn
- Truca’m més tard
- 5 minuts més
- Ciutat oberta
- Inteligencia Económica, el programa de radio de los emprendedores
- Això no té nom
- No és el que sembla
- El Nautilus Ràdio